# Répcelak
Répcelak ist eine ungarische Stadt im Kreis Sárvár im Komitat Vas.

## Geographie
Répcelak liegt 20 Kilometer nordöstlich der Kreisstadt Sárvár und 37 Kilometer nordöstlich des Komitatssitzes Szombathely an dem Fluss Répce, der auch Namensgeber für den Ort war. Nachbargemeinden sind Csánig und Nick.

## Geschichte
Am 2. Januar 1969 gab es in der Kohlesäurefabrik eine Explosion, bei der 9 Personen starben.
Répcelak wurde im Juli 2001 in den Rang einer Stadt erhoben.

## Sehenswürdigkeiten
- Evangelische Kirche, erbaut 1869–1870
- János-Bárány-Gedenktafel, erschaffen von Gábor Veres
- Martin-Luther-Büste, erschaffen von Gábor Veres
- Römisch-katholische Kirche Szent István király, erbaut 1997
- Springbrunnen (Gránitbuborékos szökőkút), erschaffen nach Plänen von Márton Simor
- Statuen eines Arbeiters und einer Arbeiterin der Kohlensäurefabrik, erschaffen 1955 im Stil des sozialistischen Realismus

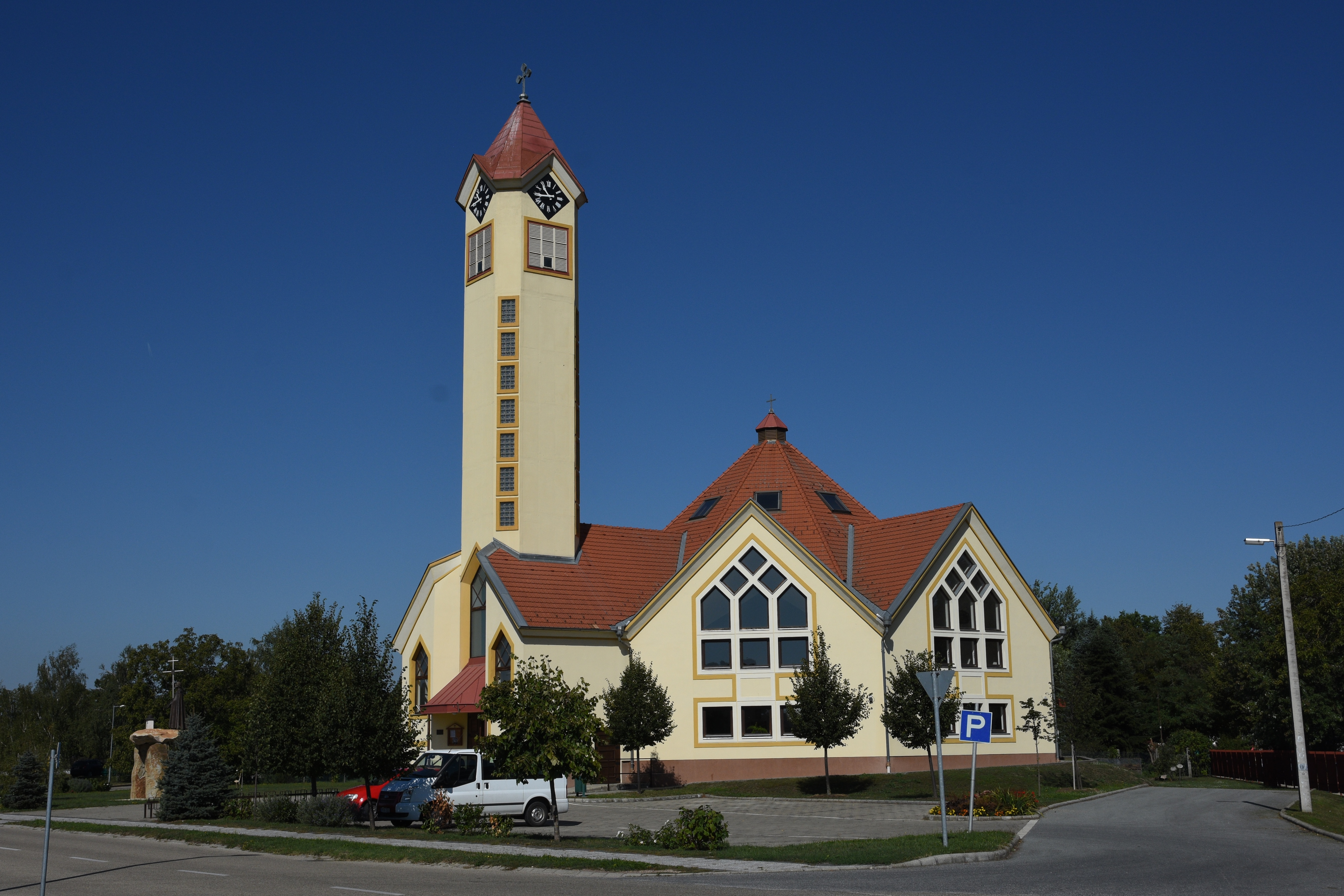
Römisch-katholische Kirche Szent István király
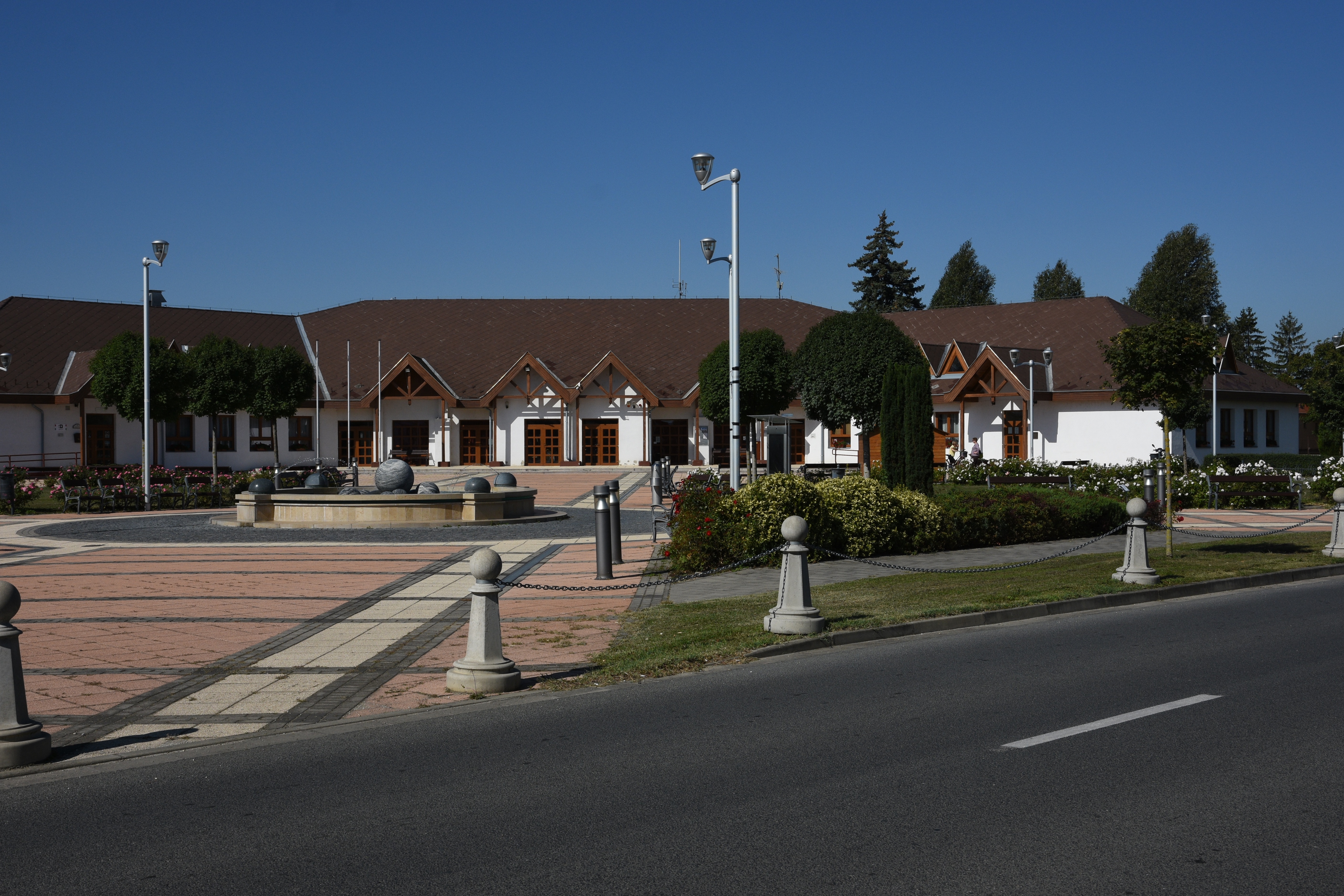
Brunnen vor Kulturhaus und Bücherei
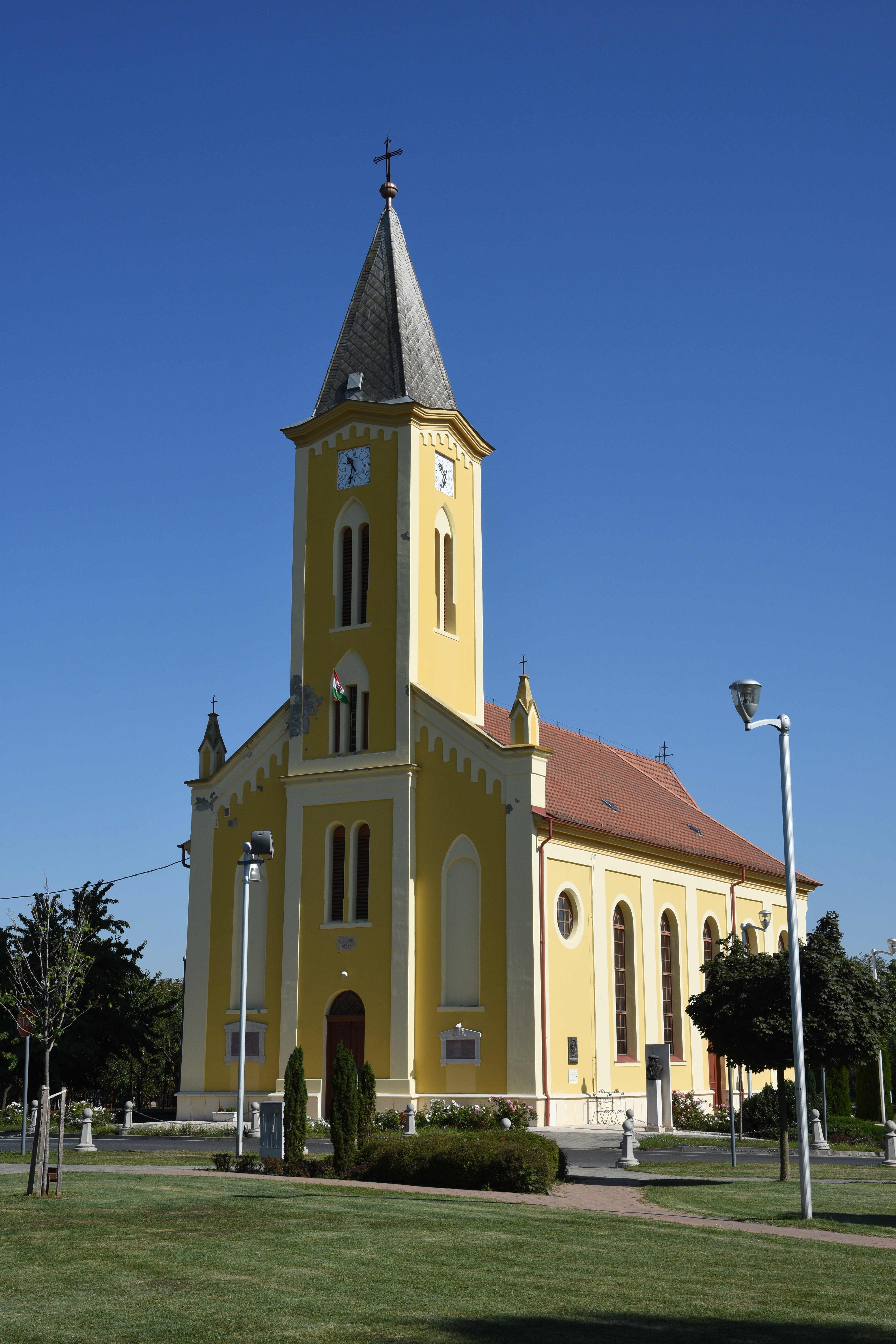
Evangelische Kirche

## Wirtschaft und Infrastruktur
In der Gegend befinden sich natürliche Kohlendioxid-Vorkommen, das als Grundstoff für Sodawasser genutzt wird. In einer Käsefabrik werden zum Beispiel die Sorten "Medve" und "Karaván" hergestellt.

### Verkehr
Durch die Stadt verläuft die Hauptstraße Nr. 86, südlich des Ortes die Autobahn M86. Der Bahnhof befindet sich an der Bahnstrecke Porpác–Hegyeshalom und es bestehen Zugverbindungen nach Csorna und Szombathely. Weiterhin gibt es Busverbindungen nach Beled, Sárvár und Vát.